# Сассун (семья)

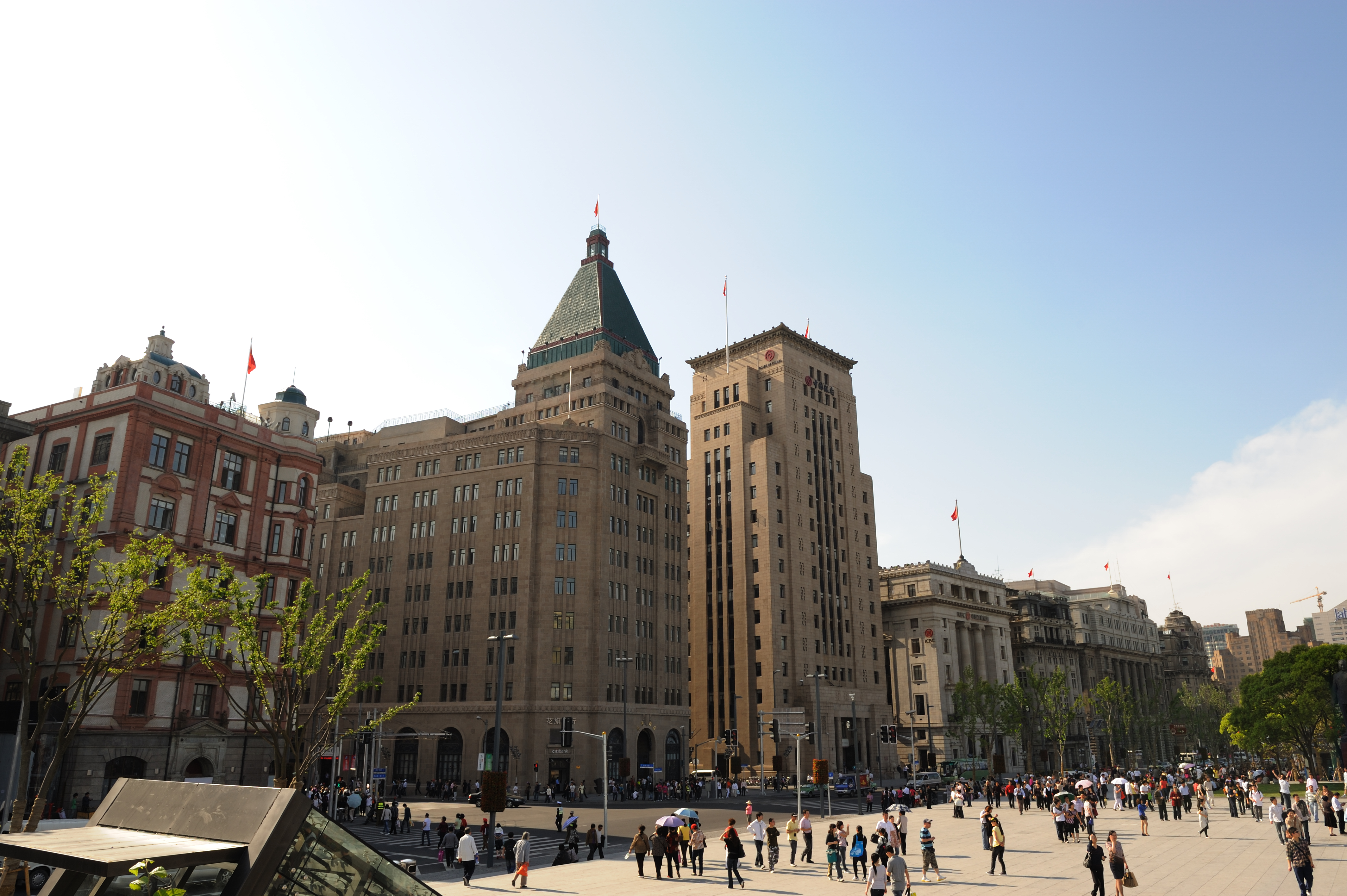
Сассун-хэаус, Шанхай, Китай

Семья Сассун — еврейская семья из Багдада, известная как «Ротшильды Востока» из-за огромного богатства, которое они накопили в финансовых операциях и торговле опиумом .
Первоначально обосновались в Багдаде (Ирак), они позже переехали в Мумбай (Индия), а затем эмигрировали в Китай, Англию и другие страны.
Семейный бизнес в Китае, Индии и особенно в Гонконге был построен, чтобы заработать на опиумном бизнесе. По мере того как все больше членов семьи тянулось к Лондону, они становились известными в Англии и были удостоены дворянства королевой Великобритании Викторией.
С XVIII века Сассуны были одной из самых богатых семей в мире с корпоративной империей, охватывающей весь азиатский континент.

## Этимология

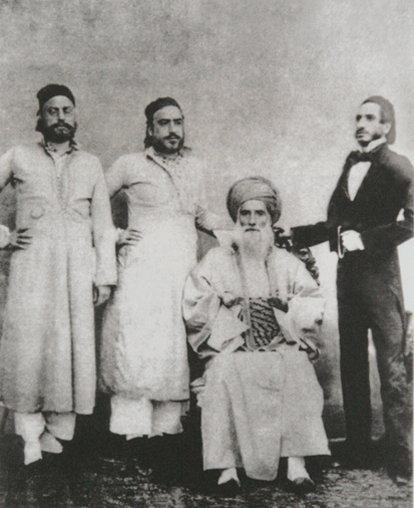
Дэвид Сассун (сидит) и его сыновья Элиас Дэвид, Альберт (Абдаллах) и Дэвид Сассуны

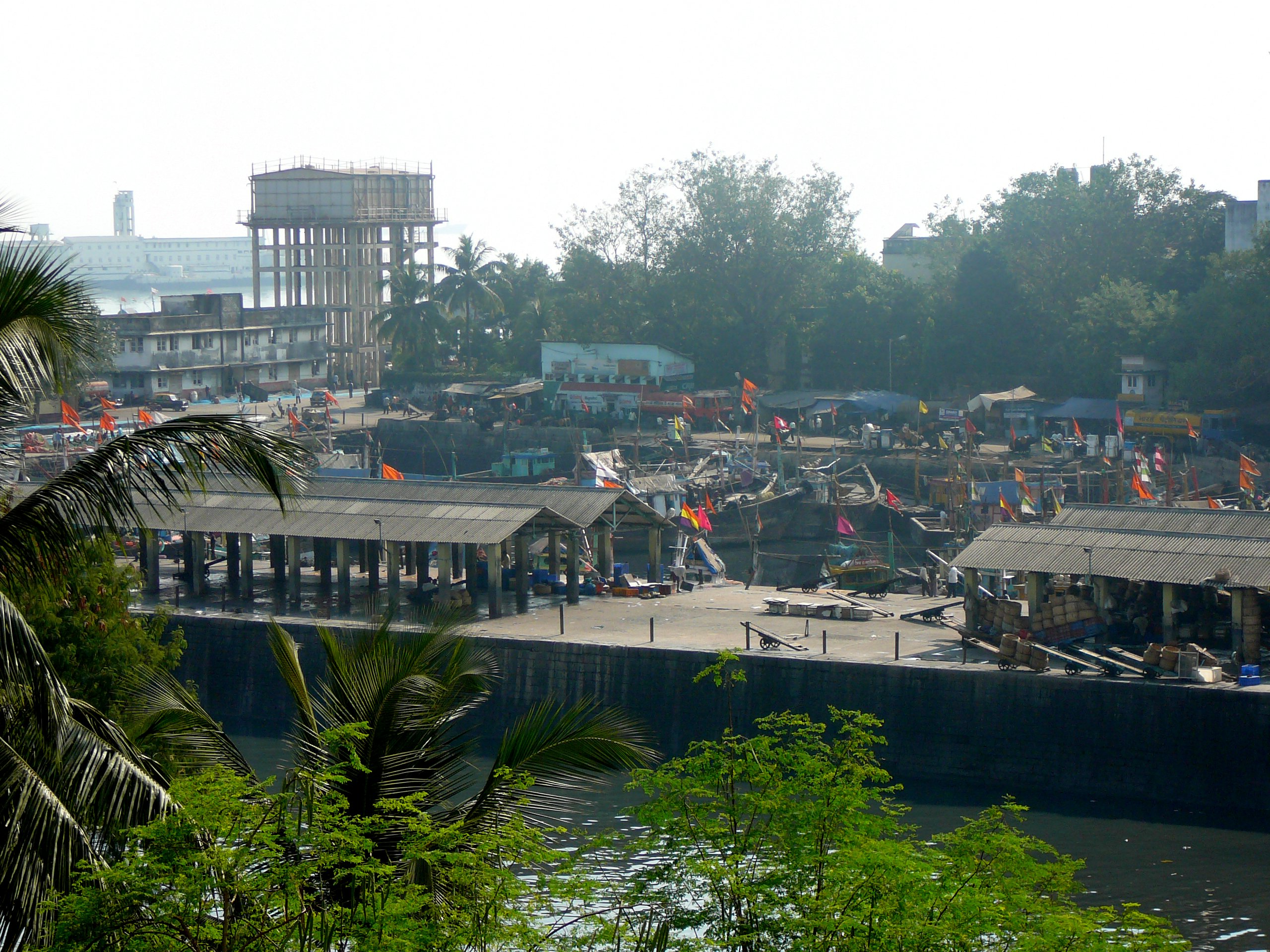
Доки Сассун, Мумбаи, Индия

Название семьи явно подразумевает местное, месопотамское происхождение. Фамилия Сассун также обычно используется многими курдскими семьями и племенами, которые происходят из горного района Сасон (отсюда фамилия и племенные названия), к западу от озера Ван, в Верхней Месопотамии в современной Турции. Однако возможно, что некоторая кровь испанских сефардов была смешана с преимущественно месопотамскими евреями-сасунами.

## Происхождение
Сассун бен Салих (1750—1830) и его семья были главными казначеями пашей Багдада и Южного Ирака. Его сыновья Давид Сассун (1792—1864) и Джозеф Сассун (1795—1872) бежали от нового и недружественного вали. В 1828 году Давид впервые отправился в порт Бушер в Персидском заливе, а в 1832 году — в Бомбей, Индия, со своей большой семьей. В Бомбее он построил международный бизнес под названием «Дэвид С. Сассун», придерживаясь политики укомплектования его людьми, привезенными из Багдада. Они выполняли функции различных отраслей его бизнеса в Индии, Бирме, Малайе и Восточной Азии. Он укрепил доминирующее положение семьи в китайско-индийской торговле опиумом. Семейный бизнес в Китае и особенно в Гонконге был построен, чтобы извлечь выгоду из опиумного бизнеса. Его бизнес распространился на Китай, где Сассун-хаус (ныне северное крыло отеля Peace) на набережной Вайтань в Шанхае стала заметной вехой, а затем и в Англии. В каждом отделении он содержал раввина. Его богатство и щедрость вошли в поговорку; его благотворительность по всей Азии включала строительство школ, детских домов, больниц и музеев на доходы от торговли наркотиками. После его смерти мусульмане, христиане, парсы, евреи и индусы воздали ему дань уважения со всего континента. Важный еврейский банкир по имени Сассун был повешен турками-османами по завершении осады Кут-эль-Амары в апреле 1916 года. Возможно, он был членом этой ветви семьи или Джозефа Сассуна.

## Сыновья Джозефа Сассуна
Джозеф Сассун отправился в Алеппо, Сирия, где основал торговый дом, а позже его деловые интересы распространились на Александрию, Салоники и Афины, включая судоходную компанию и пункт обмена валюты. Его пять сыновей разветвились во многих направлениях: его сын Мозес Сассун (1828—1909) вернулся в Багдад, прежде чем переехать в Египет, где он построил финансовый дом Joseph Sassoon & Sons, который позже расширился и стал агентом Crédit Foncier в Египте. В 1871 году сын Моисея Джейкоб Сассун (1850—1936) был одним из крупнейших владельцев хлопковых плантаций в Египте и владел хлопчатобумажными фабриками; во время гражданской войны в США его старший брат Ниссим (1840—1917) разбогател на экспорте египетского хлопка в Англию, что сделало его крупнейшим экспортером хлопка в Египте. В 1927 году вместе с Misr Bank и другими египетскими бизнесменами Джейкоб Сассун основал Misr Spinning and Weaving Company (арабский : شركة مصر للغزل والنسيج), также известную как Misr Helwan или фабрика El-Ghazl, владеющая 61 % акций компании. Джейкоб Сассун также основал Egypt Crédit Foncier вместе с Джозефом Витой Моссери. Его внук Элиау Джозеф Сассун был архитектором и спроектировал здание Assicurazioni Generali di Trieste. Элиау Сассун также был инвестором в недвижимость и застройщиком, который предвидел беспрецедентный рост Каира и выгодный эффект, который такое расширение окажет на стоимость земли. Поэтому неудивительно, что многие из объектов недвижимости, в которые он инвестировал, располагались на пересечении элегантного европейского квартала Исмаилии или в лучших частях Каср-аль-Дубара, а позже — в Гарден-Сити, Замалеке и Гизе.

## Элиау (Элиас) Ниссим Джозеф Сасун
Элиау (Элиас) Ниссим Элиау Джозеф Сассун (ивр. אליהו נסים אליאו יוסף ששון‎) (1928—2010), (всегда звали Элиас), родился в Алеппо, Сирия, в семье Нассима Элиау Сассуна (1911—1988), богатого торговца, банкира, и бывшего партнера банка Safra Freres, базирующегося в Алеппо, и Мессуды Сассун (урожденная Шамаш) (1911—1992).
Элиас Сассун был самым влиятельным и богатым потомком Джозефа Сассуна, в 1940 году его отправили в Александрию для обучения в престижной школе-интернате Victoria College . Позже он присоединился к семейному бизнесу в 1946 году, где работал в семейном бизнесе в Египте.
Среди многих холдингов семья в то время включала доли в Burmah Oil, Turkish Petroleum Company и Anglo-Iranian Oil Company, текстильную фабрику, крупный бизнес по экспорту хлопка и доли в General Company of Commerce and Industrial of Greece. (позже Attica Enterprises Holding SA) и Atlas Maritime.
В 1947 году Элиас сосредоточил свое внимание на трех основных секторах: бурно развивающаяся нефтедобывающая промышленность, охватившая Ближний Восток, судоходство и банковское дело. Получив ссуду в размере 5000 фунтов стерлингов от своего отца, Элиас инвестировал в Standard Oil, добавив к существующим холдингам своей семьи в компании. В том же году он женился на Ханне Рошель Жак Сассун (урожденная де Менаше) (1929—2009), внучке барона Жака Бохора Якуба Леви де Менаше (ум. 1916).
Его прадед, Дэвид Соломон Сассун (1871—1956), был инвестором в Socony-Vacuum Oil Company, которая позже стала партнером Standard Oil, чтобы обеспечить рынки сбыта запасов нефти на Ближнем Востоке. В 1906 году Socony (позже Mobil) открыла свои первые топливные терминалы в Александрии при финансовой поддержке Дэвида Соломона Сассуна. Элиас Сассун был преданным сионистом и считал британцев кем угодно, только не друзьями еврейского народа из-за их блокады в Средиземном море судов с беженцами, перевозившими еврейских беженцев, спасающихся от ужасов Второй мировой войны, и, хотя в меньшей степени, он считал британское правительство тем не менее виновным в зверствах против мирового еврейства.
В 1952 году он вместе со своим другом детства Мойзом Жозефом Морисом Каттауи (1925—2009) основал Banque du Caire . К тому времени Элиас Сассун расширил бизнес своей семьи на Францию, Бразилию, Южную Африку и Соединенные Штаты, куда семья экспортировала хлопок и содержала торговые посты с 1800-х годов.
Сассуны считали, что Месопотамия (ныне Сирия и Ирак) содержит значительные запасы нефти, предшественницы Иракской нефтяной компании (IPC) и Турецкой нефтяной компании (TPC). Дэвид Соломон Сассун был одним из первых, кто заручился интересом имперских немецких банков и компаний, уже участвовавших в строительстве железной дороги Берлин-Багдад, в финансировании которой он играл активную роль. За этим немецким интересом последовали британские интересы, когда Дэвид Сассун стал агентом Ротшильдов в Османской империи. В 1911 году, пытаясь объединить британские и немецкие интересы, конкурирующие в регионе, Сассун сформировал консорциум британских инвесторов, состоящий из банков и компаний, и создал компанию African and Eastern Concession Ltd.
В 1953 году Элиас Сассун использовал эту сеть интересов, чтобы расширить инвестиционные интересы своей семьи, включив концессии на добычу полезных ископаемых в Африке. В 1957 году новое постреволюционное правительство Египта под руководством Насера национализировало все европейские, особенно британские и французские компании и банки. Правительство также снова начало высылать иностранцев, и еврейская община Египта, несмотря на её большой вклад в художественную, экономическую, политическую и академическую сферы страны, оказалась под притеснениями и запугиваниями со стороны правительства. чем один чемодан, и у большинства активы и собственность были конфискованы Революционным советом.
Сассуны были среди тех, чьи активы были конфискованы, а в 1966 году Элиас Сассун и его жена были доставлены в порт в Александрии и высланы из страны. Жена Элиаса, которая была гражданкой Египта, была объявлена негражданкой, и по запросу египетского правительства сирийское гражданство Элиаса было аннулировано. Им выдали пропуск (проездные документы) и приказали подняться на борт корабля, направляющегося в Грецию, однако их сыну Эдуарду Элиасу Сассуну (1948—1985), студенту-медику Александрийского университета, было отказано в выездной визе.
Правительство обвинило Элиаса Сассуна в использовании банковской сети его семьи, чтобы помочь вывезти из страны активы, принадлежащие членам еврейской общины, и потребовало, чтобы он вернул свои активы, хранящиеся в Европе, до того, как его сыну будет разрешено уехать. После выплаты выкупа в размере 4 миллионов фунтов стерлингов и вмешательства правительств Франции и Греции Эдуард Сассун присоединился к своей семье в 1971 году со своей женой Жозефиной Селин Эстер (урожденной Каттауи) (1949—1994), дочерью Мойзе Каттауи, которой также было отказано в выездной визе после того, как её семья была выслана из страны в 1964 году.
Элиас Сассун основал Sassoon Cattaui Investment Holding (позже Providence Group), частный семейный хедж-фонд вместе с Моисом Каттауи в 1961 году в Швейцарии с активами Sassoon Family Trust, который был основан в Лозанне, Швейцария, в 1910 году. В 1970 году партнеры превратили компанию Кюрасао (Нидерландские Антильские острова) в частную семейную инвестиционную группу, от которой не требуется регистрироваться в Комиссии по ценным бумагам и биржам или соответствовать требованиям к отчетности в соответствии с законом о реформе Додда-Франка. Говорят, что на момент образования Фонда общая стоимость активов под управлением в 1961 году составляла 25 миллионов фунтов стерлингов.
Фонд инвестировал в коммерческую недвижимость в США, Канаде и Греции, а также в драгоценные металлы, нефть и газ и ценные бумаги. Фонд также спекулировал на валютных рынках, среди его многочисленных холдингов: BHP, соинвестор гостиничной компании Le Meridien с Air France, American Express, General Motors, Wells Fargo, HSBC, Lehman Brothers, ExxonMobil, ConocoPhillips, Fendi, Джорджио Армани, Microsoft, Sun Microsystems, Midland Bank, брокерская фирма Frankel Pollak (которая позже была продана Sasfin Bank, семейному банку Сассуна, базирующемуся в Южной Африке) и S&P Global . Ходят слухи, что на момент смерти Элиаса Сассуна Фонд, который не обязан подавать свои финансовые отчеты в SEC, имел под управлением активы на сумму более 100 миллиардов долларов, большая часть которых принадлежит семьям Сассун и Каттауи.

## Сыновья Дэвида Сассуна

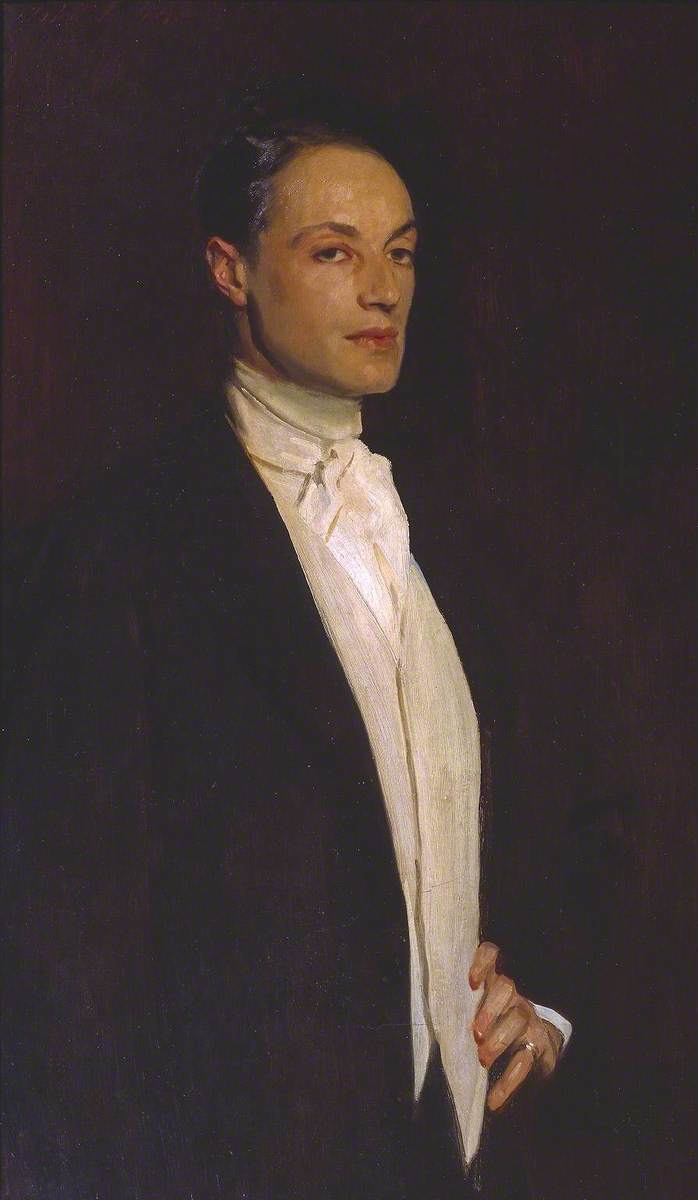
Сэр Филип Сассун, Джон Сингер Сарджент, 1923 год.

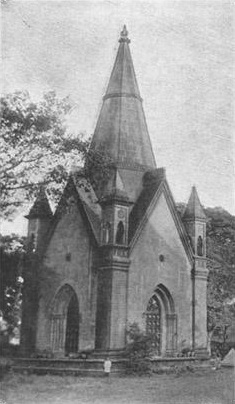
Могила Давида Сассуна, Пуна, Индия

Восемь сыновей Сассуна также разветвились во многих направлениях. Семья Сассун активно участвовала в судоходстве и производстве опиума в Китае и Индии. Элиас Дэвид (1820—1880), его сын от первой жены, уехал в Китай в 1844 году. Позже он вернулся в Бомбей, прежде чем покинуть фирму, чтобы основать ED Sassoon & Co. в 1867 году с офисами в Бомбее и Шанхае. Другой сын, Альберт Абдулла (1818—1896), взял на себя управление фирмой после смерти своего отца и, в частности, построил доки Сассуна, первый мокрый док, построенный в западной Индии. Вместе с двумя своими братьями он позже стал известен в Англии, а семья дружила с принцем Уэльским, позже королем Великобритании Эдуардом VII. Одна из дочерей семьи, Рэйчел Сассун Бир (1858—1927), вместе со своим мужем руководила рядом британских газет, включая The Sunday Times (1893—1904) и The Observer, которые она также редактировала.

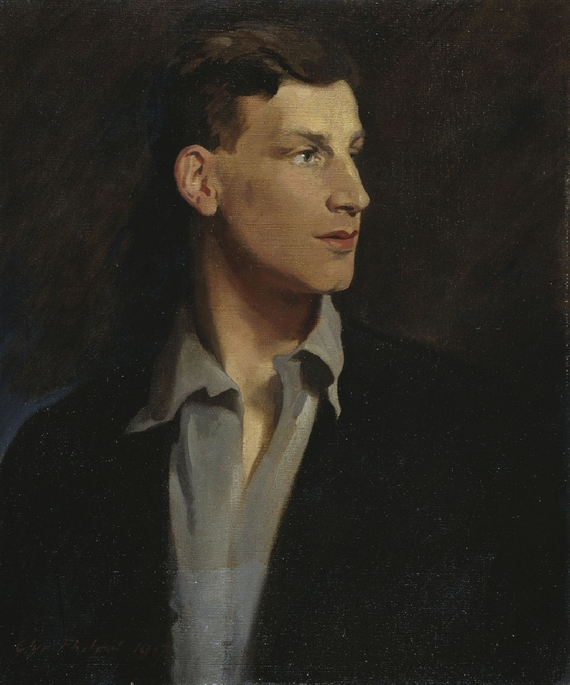
Портрет Зигфрида Сассуна работы Глина Уоррена Филпота, 1917 год. Музей Фицуильяма.

Из тех, кто поселился в Англии, сэр Эдвард (1856—1912), сын Альберта, женился на Алине Кэролайн де Ротшильд и был членом парламента от консерваторов с 1899 года до своей смерти. Затем это место унаследовал его сын сэр Филип Сассун (1888—1939), занимая его с 1912 года до его смерти. Филип служил во время Первой мировой войны военным секретарем фельдмаршала сэра Дугласа Хейга, а в 1920-х и 1930-х годах — заместителем государственного секретаря Великобритании по авиации. Английский поэт двадцатого века, один из самых известных поэтов Первой мировой войны, Зигфрид Сассун (1886—1967) был правнуком Дэвида.
Другой потомок Дэвида Сассуна — британский банкир и бывший коммерческий секретарь Министерства финансов Джеймс Мейер Сассун (р. 1955). Он был упомянут в Paradise Papers как один из бенефициаров не облагаемого налогом трастового фонда Каймановых островов на сумму 236 миллионов долларов в 2007 году и защищал его как небританское происхождение.
Ветвь, продолжавшая раввинистическую традицию, была представлена раввином Соломоном Давидом Сассуном (1915—1985), который переехал из Летчворта в Лондон, а затем в Иерусалим в 1970 году. Он был сыном некоего Давида Соломона Сассуна (1880—1942), который собрал еврейские книги и рукописи и каталогизировал их в двух томах.
Большая часть этой коллекции хранится в Британской библиотеке в Лондоне, Англия. Некоторые экземпляры находятся в библиотеке Университета Торонто.
Дэвид Сассун был сыном Флоры Абрахам, которая переехала из Индии в Англию в 1901 году и открыла знаменитый салон в своем лондонском доме. Другим сыном Соломона Сассуна был Исаак С. Д. Сассун, также раввин.
Видал Сассун (1928—2012) был дальним родственником семьи через своего отца Дэвида Сассуна из Лондона.